# Augusto da Silva Tomás
Augusto da Silva Tomás é um político angolano. Foi Ministro das Finanças de maio de 1995 a março de 1996 e Ministro dos Transportes de 2008 a 2017. Em setembro de 2018 foi preso por acusações de corrupção.
Foi condenado a 14 anos de prisão em 2019 mas a sua pena foi reduzida para 7 anos e um mês. Em dezembro de 2022, ficou em liberdade condicional e em fevereiro de 2024 em liberdade irretrista.